# تیم ملی بسکتبال مردان تونگا
تیم ملی بسکتبال تونگا نماینده تونگا در مسابقات بین‌المللی است.